# Joaquín Rodrigo
Joaquín Rodrigo Vidre, I marqués de los Jardines de Aranjuez (Sagunto, Valencia, 22 de noviembre de 1901-Madrid, 6 de julio de 1999), también conocido como el maestro Rodrigo, fue un compositor español.

## Biografía
Nació el día de la patrona de los músicos, Santa Cecilia. A los tres años de edad se quedó prácticamente ciego a causa de una infección de difteria. Según él, la pérdida parcial de la vista lo puso en el camino de la música.
Inició sus estudios musicales con nueve años, estudiando solfeo, violín y piano. Con 16 años estudió armonía y composición con profesores del Conservatorio de Valencia. Sus primeras composiciones (Suite para piano, Dos esbozos, suite para piano y violín y Siciliana, para violonchelo) datan de 1923. Su primera obra para orquesta es Juglares, que data de 1924 y fue premiada en Valencia y Madrid. También obtiene un diploma en un concurso nacional por la obra Cinco piezas infantiles, que más tarde sería premiada también en París. Desde el principio de su carrera, Rodrigo escribía sus trabajos en braille, que posteriormente eran transcritos por un escribiente.

## Estudios en París
En 1927, siguiendo el ejemplo de sus antecesores Isaac Albéniz, Manuel de Falla, Enrique Granados y Joaquín Turina, Rodrigo se traslada a París para inscribirse en la École Normale de Musique, donde estudió durante cinco años, con Paul Dukas. Allí entabla amistad con Maurice Ravel, Darius Milhaud, Arthur Honegger, Ígor Stravinski y Manuel de Falla. En París conoce también a su futura mujer, la pianista turca Victoria Kamhi, con la que se casó el 19 de enero de 1933. Victoria Kamhi era profesora diplomada en el Conservatorio de París y alumna de Jerzy Lalewicz en Viena, y de Lazare Lévy y Ricardo Viñes en París. Rodrigo escribió Sonata de adiós, para piano, en memoria de su maestro Dukas tras su muerte en 1935. Continuó sus estudios de música en Francia en el Conservatorio de París de la Sorbona, trabajando también en Alemania, Austria y Suiza, antes de volver a España en 1939 e instalarse definitivamente en Madrid.

## Regreso a España
Después de una difícil temporada en Francia a causa de problemas personales (falta de trabajo y penuria económica, así como la pérdida de un bebé a punto de nacer en 1939) en medio de la inestabilidad a causa de la Guerra Civil en España y el ambiente prebélico de la II Guerra Mundial en Europa, los Rodrigo cruzan la frontera franco-española con apenas unas maletas en sus manos, pero un tesoro en su interior: el manuscrito de su obra más universal, el Concierto de Aranjuez.
En 1940 tiene lugar en Barcelona el estreno mundial del Concierto de Aranjuez para guitarra y orquesta, un ejemplo definitivo de su personalidad musical y una obra que le traería fama universal. Desde ese momento, emprendió numerosas actividades artísticas, creativas y académicas. En 1943 fue galardonado con el Premio Nacional de Composición por su Concierto heroico para piano y orquesta, obra extenuante para el solista por la dificultad de su parte y el denso entramado orquestal. En 1996, sería revisado por Joaquín Achúcarro, aligerando la carga solista.
En 1948 ganó el primer premio en el Concurso de conmemoración del nacimiento de Cervantes, otorgado por el jurado compuesto por Pérez Casas, Guridi y Toldrá.
Cultivó especialmente la canción, entre las que se cuentan Cántico de la esposa o los Cuatro madrigales amatorios.
Hay que destacar además, la aportación definitiva de Joaquín Rodrigo al repertorio para guitarra, con la que logró su dignificación y su consagración internacional como instrumento de concierto, con una mención especial para su obra Fantasía para un gentilhombre, compuesta en 1954 sobre temas del compositor y guitarrista barroco Gaspar Sanz.

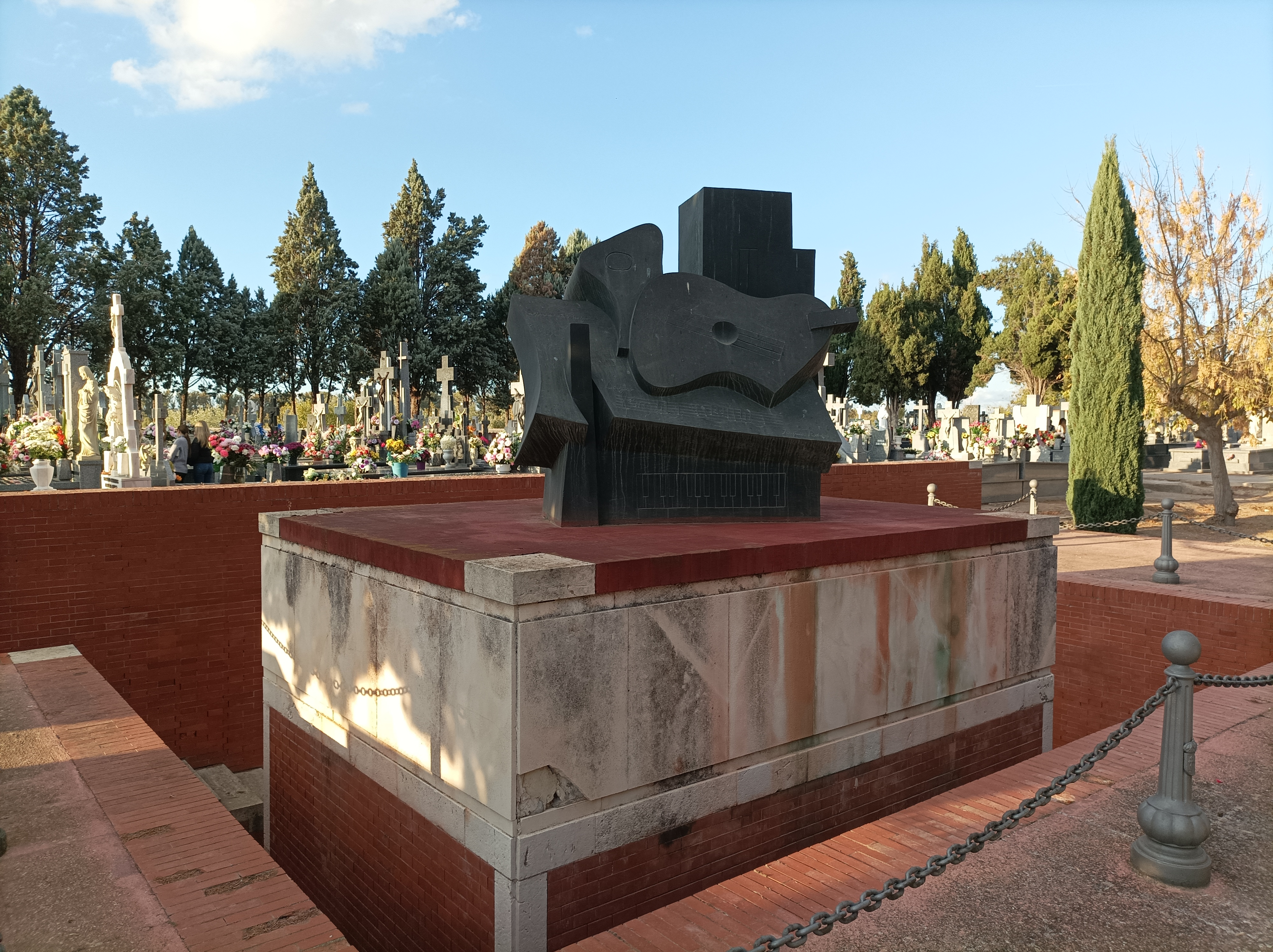
Guitarra cubista de Pablo Serrano en el Panteón de Joaquín Rodrigo

Falleció en Madrid el 6 de julio de 1999, dos años después del fallecimiento de su esposa. Victoria Kamhi había sido su compañera inseparable y la colaboradora más importante en todos los aspectos de su trabajo como compositor. Ambos descansan en el panteón familiar del cementerio de Aranjuez, junto a una guitarra cubista Homenaje a Joaquín Rodrigo del escultor Pablo Serrano.
Con el principal objetivo de asegurar la preservación y difusión de la música de Joaquín Rodrigo, su hija Cecilia fundó la editorial Ediciones Joaquín Rodrigo en 1989 y creó la Victoria and Joaquín Rodrigo Foundation en 1999.

## Premios y reconocimientos
Premio Nacional de Música por el Concierto Heroico para piano y orquesta (1942), Encomienda de Alfonso X el Sabio (1945), Gran Cruz de Alfonso X el Sabio (1953), Officier des Arts et des Lettres (1960), Chevalier de la Légion d’Honneur (1963), doctor honoris causa por la Universidad de Salamanca (1964), Gran Cruz del Mérito Civil (1966), Medalla de Oro del Mérito en el Trabajo (1966), miembro de la Académie Royale des Sciences, des Lettres et des Beaux Arts de Bélgica (1978), Medalla de Oro al Mérito en las Bellas Artes (1980), Premio Nacional de Música (1983), doctor honoris causa por la Universidad de Southern California (1982), Medalla de Oro y miembro de honor de la Generalidad Valenciana (1987), doctor honoris causa por la Universidad Politécnica de Valencia (1988), Medalla de Oro de la Universidad Complutense de Madrid (1989), doctor honoris causa por la Universidad Complutense de Madrid (1989), doctor honoris causa por la Universidad de Alicante (1989), Medalla al Mérito Artístico de la Villa de Madrid (1989), Medalla de Oro de Madrid (1990), doctor honoris causa por la Universidad de Exeter (1990), caballero de la Real Orden de Santa María del Puig de Valencia (1991), Sello de Plata del Ayuntamiento de Valencia (1991), Premio de Música Española de la Fundación Guerrero (1991), Orden de Félix Varela de Primer Grado de Cuba (1992), académico de honor de la Real Academia de Cultura Valenciana (1992), Medalla de Oro de Aranjuez (1992), Medalla de Oro del Círculo de Bellas Artes de Valencia (1994), Medalla de Oro del Real Conservatorio Superior de Música de Madrid (1995), Medalla de Oro de Sagunto (1996) Estrella de la Comunidad Autónoma de Madrid (1996),a Gran Cruz de la Orden Civil de la Solidaridad Social (1996), En 1998 el gobierno francés le honra con el título de Commandeur des Arts et des Lettres, y poco después, recibe el Premio al Mejor Autor de Música Clásica de la Sociedad General de Autores y Editores. También en 1998 le fue concedida la Medalla de Honor de la Universidad Internacional Menéndez Pelayo, y al año siguiente, la Medalla de Oro del Festival de Granada. El Palau de la Música de Valencia nombró la sala de cámara o "sala B" en su nombre. El Conservatorio superior de Valencia se llama también «Joaquín Rodrigo».
En 1991 por el rey Juan Carlos I le otorgó el título de marqués de los Jardines de Aranjuez. En 1996 le fue concedido otro gran honor, el Premio Príncipe de Asturias, otorgado «por su extraordinaria contribución a la música española a la que ha aportado nuevos impulsos para una proyección universal».
El Ayuntamiento de Cullera le dedicó en la zona del Faro, el nombre de la calle donde se ubicaba la casa donde el maestro pasaba sus momentos de descanso.

## Obras

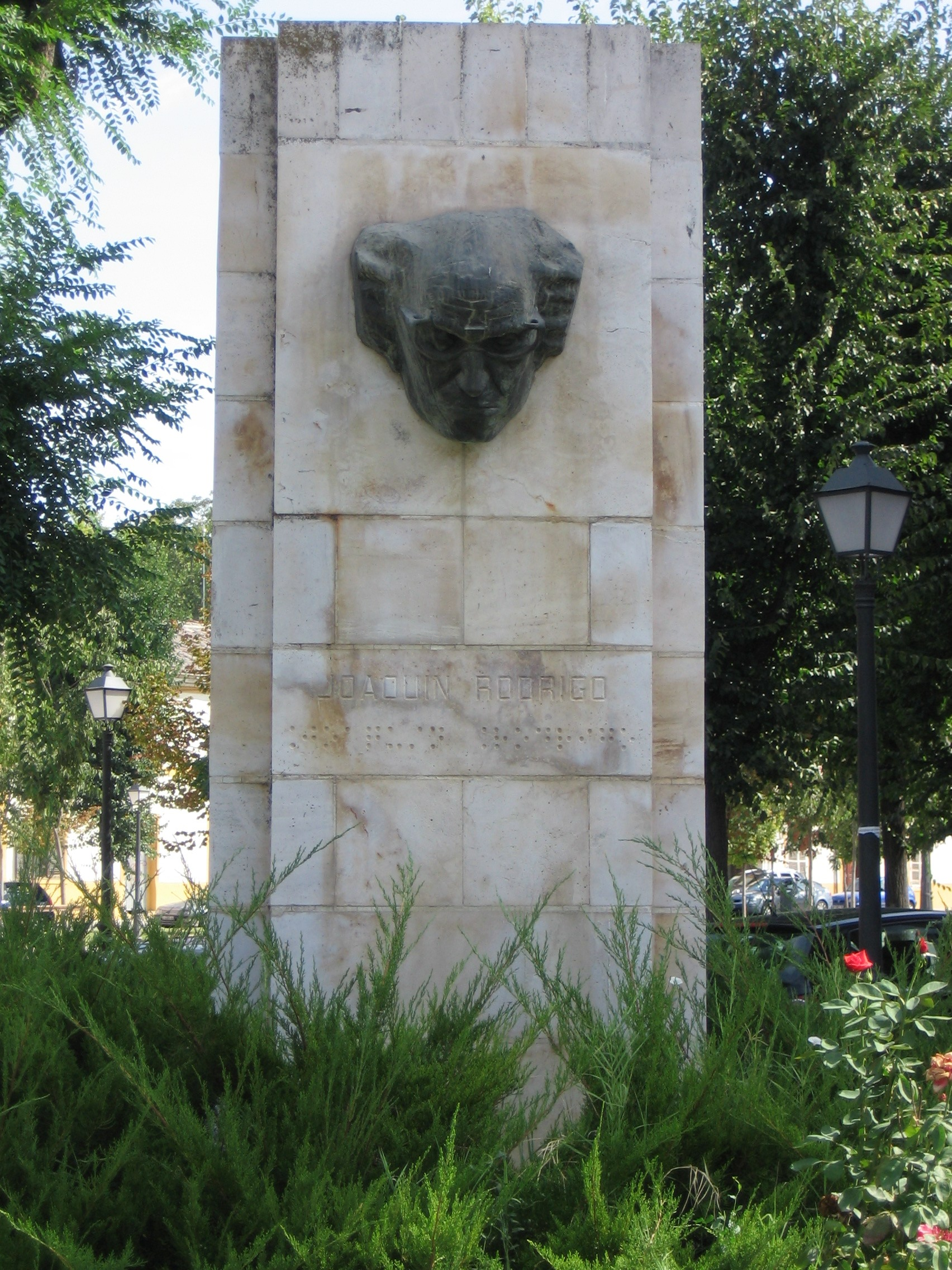
Monumento dedicado a Joaquín Rodrigo en Aranjuez

### Orquestales
- Conjunto sinfónico de viento (Symphonic Wind Ensemble)
  - Adagio Para Orquesta de Instrumentos de Viento - Primera interpretación pública en Pittsburgh, Pensilvania en 1966
- Orquesta
  - Juglares (1923); primera interpretación pública: 1924, Valencia
  - Cinco piezas infantiles (1924)
  - Tres viejos aires de danza (1926, 1929)
  - Per la flor del lliri blau (1934.
  - Soleriana-  Primera interpretación pública de la Filarmónica de Berlín, el 22 de agosto de 1953 en Berlín.
  - Música para un jardín (1957)
  - A la busca del más allá (1976)
  - Palillos y panderetas (1982)
- Orquesta de cuerdas
  - Zarabanda lejana y Villancico (1927-1930)
  - Dos piezas caballerescas (1945)

### Concierto
- Piano
  - Concierto heroico (1943)

- Chelo
  - Concierto en modo galante (1949)
  - Concierto como un divertimento (1981)

- Guitarra
  - Concierto de Aranjuez (1939)
  - Fantasía para un gentilhombre (1954)
  - Concierto Andaluz (1967) para cuatro guitarras y orquesta
  - Concierto madrigal (1968) para dos guitarras y orquesta
  - Concierto para una fiesta (1982)

- Violín
  - Cançoneta para violín y orquesta de cuerda (1923)
  - Concierto de estío (1944)

- Arpa
  - Concierto serenata (1954), para arpa y orquesta
  - Sones en la Giralda (Fantasía sevillana) (1963), para arpa y orquesta

- Flauta
  - Concierto pastoral (1978), para flauta y orquesta

### Instrumental
- Guitarra
  - Invocación y danza (1961) — Primer premio, Coupe International de Guitare, awarded by Office de Radiodiffusion-Télévision Française (ORTF)
  - Three Spanish Pieces - Tres Piezas Españolas - Fandango,Passacaglia,Zapateado - (1954)
  - Elogio de la guitarra (1971)
  - Dos preludios
  - En los trigales (1938)
  - Junto al Generalife
  - Sonata Giocosa
  - Toccata (1933- estreno 2006)
  - Tonadilla (2 guitarras)
  - Sonata a la española
  - Zarabanda lejana (1926)
  - Tres pequeñas piezas (Ya se van los pastores- Por los caminos de Santiago- Pequeña Sevillana)
  - Por los campos de España (En los trigales, Junto al Generalife, Bajando de la meseta, En tierras de Jerez, Entre olivares) (1994)

- Piano
  - Suite para piano
  - Sonata de adiós
  - Sonatas de Castilla
  - Serenata española
  - Marcha de los subsecretarios
  - Preludio al Gallo mañanero
  - Tres evocaciones
  - Cinco danzas de España
  - A l'ombre de Torre Bermeja (Homenaje a Ricardo Viñes

- Violín
  - Capriccio

- Violonchelo
  - Como una fantasía (1980)

- Música de cámara
  - Dos esbozos para violín y piano
  - Sonata pimpante para violín y piano
  - Rumaniana para violín y piano
  - Set cançons valencianes para violín y piano
  - Siciliana para violonchelo y piano
  - Sonata a la breve para violonchelo y piano
  - Aria antigua para flauta y piano

### Música vocal
- Cántico de la esposa (1934)
- Tríptic de Mossèn Cinto (1934-1946)
- Cuatro canciones en lengua catalana (1935)
- Cuatro madrigales amatorios (1947)
- Romance del comendador de Ocaña (1947).
- Ausencias de Dulcinea (1948); Primer premio de Competición de Cervantes
- Cuatro canciones sefardíes (1965)
- Cantos de amor y de guerra (1968)
- Rosaliana (1965)

### Música coral
- Retablo de Navidad (1952)
- Música para un códice salmantino, sobre un texto de Miguel de Unamuno, escrita para la celebración del VII Centenario de la Universidad de Salamanca (1954)
- Himnos de los neófitos de Qumran (1965, 1974)
- Cántico de San Francisco de Asís (1982)

### Música de escena
- Ballets: Pavana Real, Juana y los caldereros, La bella durmiente
- Zarzuela: El Hijo Fingido
- Oratorio: La Azucena de Quito (inacabada)

## Discografía básica
- Obra orquestal
  - La discográfica Naxos emprendió la tarea de llevar al disco toda la obra orquestal del compositor en 2001, contando con la Orquesta Sinfónica del Principado de Asturias dirigida por Maximiano Valdés y la Orquesta Sinfónica de Castilla y León dirigida por Max Bragado Darman. Se grabaron todos los conciertos y obras concertantes (incluyendo la transcripción para arpa del Concierto de Aranjuez y para flauta de la Fantasía para un gentilhombre) y las obras sinfónicas. El proyecto fue ampliado a las obras para coro y orquesta, a cargo de la Orquesta Sinfónica de la Comunidad de Madrid dirigida por José Ramón Encinar. También se grabaron algunas obras vocales a cargo de este último conjunto. En total son 10 CD.
  - El director Enrique Bátiz con la Sinfónica de Londres, la Royal Philharmonic y la Orquesta del Estado de México grabó gran parte de los conciertos y la obra orquesta del compositor para EMI en los años ochenta.
  - Narciso Yepes, Los Romero, Patrick Gallois, Nicanor Zabaleta, Philharmonia Orchestra, English Chamber Orchestra, Berlin Radio Symphony Orchestra, García Navarro (director); Ernst Märzendorfer (director). Álbum de 2 CD. Deutsche Grammophon, 2000. DG 469 190-2. Contiene todos sus conciertos más Entre olivares y Zapateado y Fandango.
  - Joaquín Rodrigo: 100 años. Ediciones conmemorativas de 11 y 12 discos que contiene varias primeras grabaciones y versiones muy autorizadas, como las obras de cámara dirigidas por su yerno, Agustín León Ara. EMI Classics, 2003.

- Obra para piano
  - Obra completa, Sara Marianovich , 2 CD (SONY Classical) 2001
  - Obra completa, Artur Pizarro, 2 CD (Naxos)

## Galerías
|  |  |  |  |